# Istenszülő elszenderedése fatemplom (Kőfalu)
A kőfalui Istenszülő elszenderedése fatemplom műemlékké nyilvánított épület Romániában, Temes megyében. A romániai műemlékek jegyzékében az  TM-II-m-B-06273 sorszámon szerepel.

## Fekvése
A falutól északra elhelyezkedő dombon, a temető közepén található.

## Leírása
A tölgyfából készült falakat kívül-belül agyaggal tapasztották be. A belső falfestés rossz állapotban van. A 20. század elején végzett restaurálás során a zsindelytetőt cseréppel helyettesítették, a pronaosz feletti toronyt bádoggal borították.